# Фей (річка)

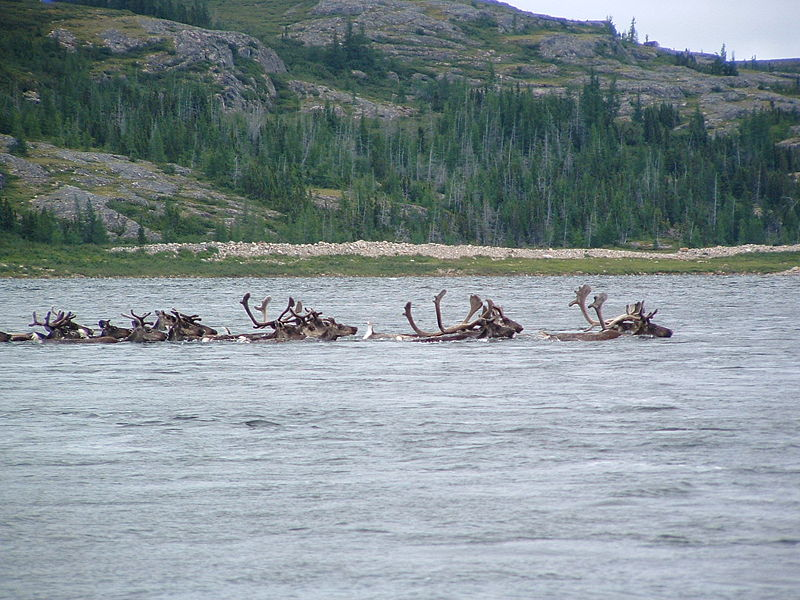
Північні олені (карібу), що перепливають річку

Фей (фр. Rivière aux Feuilles, англ. Leaf River, інуктітут: Kuugaaluk (велика річка) або Itinniq (там, де весняна повінь)) — річка на півночі провінції Квебек (Канада).

## Географія
Річка бере початок в озері Мінто і тече на північний схід через півострів Унгава. Впадає в бухту Фей затоки Унгава. Довжина річки 480 км (з урахуванням озера Мінто), власна довжина річки — 320 км. Площа басейну річки 42 500 км². На березі бухти Фей, поблизу гирла річки, розташоване інуїтське селище Тасіуджак. На річці немає непрохідних стремнин або водоспадів, її цілком можна пройти від витоку до гирла на каное або байдарці. У гирлі знаходиться під дією припливів (до 14 м). Гирло річки розташоване в 1 532 км на північ від столиці Канади.

## Флора і фауна
По озеру Мінто і річці Фей проходить північна межа лісу в провінції Квебек. Стадо карибу, що мігрують через річку, одне з найбільших в світі і оцінюється в півмільйона тварин. Тут також мешкають чорні ведмеді, вовки, вівцебики, білі куріпки. У водах річки водиться лосось атлантичний і пструг струмковий.

## Клімат
Клімат — приполярний високих широт. Річка вільна від льоду тільки дуже короткий період — близько шістдесяти днів. У цей період середньодобова температура низька (близько 10 °C), вітряно, часті опади у вигляді дощу і снігу. Фей знаходиться в зонах тундри та лісотундри в субарктичному поясі.

## Історія
Принаймні з кінця XIX століття річка була відома під назвою Ліф (Leaf River), що в перекладі з англійської означає «річка листа», швидше за все через арктичні верби і берези, які подекуди ростуть уздовж її берегів. Компанія Гудзонової затоки вела тут промисел лосося і морських свиней і навіть відкрила факторію в гирлі річки приблизно в 1905 році. На початку XX століття назву річки поміняли на французьку Rivière des Feuilles, 1925 року назву було стандартизовано до її сучасної форми Rivière aux Feuilles.
Перші відомі дослідники річки:
- 1898 — Альберт Пітер Лоу
- 1912 — Роберт Флайерті
- 1976 — Боб Девіс